# Christmas Sompen
Christmas Sompen (thailändisch คริสต์มาส สมเป็น, * 5. Januar 1992) ist ein thailändischer Fußballspieler.

## Karriere
Christmas Sompen stand 2014 beim Samut Songkhram FC unter Vertrag. Wo er vorher gespielt hat, ist unbekannt. Der Verein aus Samut Songkhram spielte in der ersten Liga des Landes, der Thai Premier League. Für Samut absolvierte er 15 Erstligaspiele. Ende 2014 musste er mit dem Verein in die zweite Liga absteigen. Wo er nach dem Abstieg unter Vertrag stand, ist unbekannt. 2017 spielte er beim Erstligisten Super Power Samut Prakan FC in Samut Prakan. Für Super Power stand er zweimal in der ersten Liga auf dem Spielfeld. Am Ende der Saison musste er mit Super Power in die zweite Liga absteigen. Die Hinserie 2018 verpflichtete ihn der Zweitligaaufsteiger Samut Sakhon FC. Zur Rückserie unterschrieb er einen Vertrag beim Erstligaabsteiger Sisaket FC in Sisaket. Hier stand er bis Mitte 2019 unter Vertrag. Die Rückserie 2019 spielte er bei seinem ehemaligen Verein Samut Sakhon FC. Anfang 2020 unterzeichnete er einen Vertrag beim Bangkoker Drittligisten Kasem Bundit University FC.  Mit Kasem Bundit spielte er in der Bangkok Metropolitan Region der dritten Liga. Zu Beginn der Saison 2021/22 wechselte er nach Mae Sot zum ebenfalls in der dritten Liga spielenden Nakhon Mae Sot United FC. Mit Mae Sot spielte er in der Norther Region der Liga. Nach einer Saison unterschrieb er im Sommer 2022 einen Vertrag bei dem in der North/Eastern Region spielenden Sisaket United FC.